# Tespie
Tespie (in greco antico: Θεσπιαί?, Thespiài) era una città (polis) dell'antica Grecia, in Beozia. Si trovava in una pianura contornata da una catena di colline che corrono verso est dai piedi del monte Elicona verso Tebe, vicino alla moderna Thespies.

## Mito
Secondo la mitologia greca, un drago, da molto tempo, uccideva tutti i giovani di Tespie. La città venne liberata successivamente da Cleostrato, che uccise il drago, diventando così eroe della polis.

## Storia

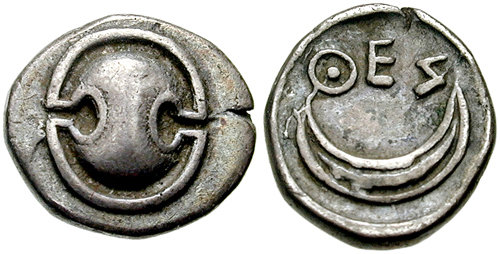
Obolo di Tespie, 431-424 a.C. Recto: scudo beota Verso: mezzaluna, ΘΕΣ(ΠΙΕΩΝ) di Thespians.

Nella storia dell'antica Grecia, Tespie era una delle città-stato aderenti alla Lega beotica. Diverse tradizioni concordano sul fatto che i Beoti erano un popolo espulso dalla Tessaglia qualche tempo dopo la guerra di Troia e che colonizzò la pianura beotica in una serie di generazioni. Quella che fondò Tespie fu di una fase successiva. Altre tradizioni parlano di origini micenee.
Nel Medioevo ellenico la nobiltà di Tespie era fortemente dipendente da Tebe. Questo forse derivava dal fatto che la proprietà della terra era concentrata nelle mani di un piccolo numero di nobili, e quindi non vi era la difficoltà nell'approntare una forza efficace di opliti. Tespie pertanto decise di diventare stretta alleata di Tebe. I Tespiesi distrussero Ascra in una data imprecisata tra il 700 e il 650 a.C. e successivamente si insediarono a Eutresi tra il 600 e il 550 a.C. Tespie inoltre prese il controllo di Creusi, Sife, Tisbe e Corisa, probabilmente nel tardo VI secolo a.C.
I Tessali invasero la Beozia, fino a Tespie, oltre 200 anni prima della battaglia di Leuttra (secondo Plutarco), c. 571 a.C., evento che potrebbe aver dato a Tespie l'impulso di unirsi alla Lega beota. Ma altrove Plutarco dà una data per l'invasione dei Tessali come poco precedente la seconda invasione persiana della Grecia. Erodoto suggerisce che Tespie fu membro della Lega fino a quando lo fu Tebe. Dopo le guerre persiane, Tespie diede due beotarca alla Lega, anziché uno; forse uno per la città e l'altro per il distretto sotto il suo controllo.
Durante l'invasione persiana del 480 a.C. la capacità di Tespie di mettere in campo una forza notevole di opliti era cambiata. Tespie e Tebe furono le uniche città della Beozia ad inviare un contingente alla battaglia delle Termopili, Tespie inviò una forza di 700 opliti che rimasero a combattere a fianco degli Spartani l'ultimo giorno della battaglia. Nel 1997, il governo greco dedicò un monumento ai Tespiesi caduti assieme a quello agli Spartani. Dopo la battaglia, Tebe si schierò con i persiani, e così facendo denunciò Platea e Tespie a Serse I come gli unici stati della Beozia alleati con i Greci. Dopo che la città fu bruciata da Serse, gli abitanti rimasti approntarono una forza di 1800 uomini per l'esercito greco confederato alla battaglia di Platea.
Durante la invasione ateniese della Beozia del 424 a.C., il contingente tespiano dell'esercito beota subì pesanti perdite alla battaglia di Delio. Nell'anno seguente i Tebani smantellarono le mura di Tespie con l'accusa che i Tespiesi erano filo-ateniesi, forse come misura per prevenire una rivoluzione democratica. Nel 414 a.C.i Tebani aiutarono i Tespiesi a sopprimere una rivoluzione democratica.
Nella guerra di Corinto, Tespie partecipò inizialmente all'alleanza anti spartana. Alla battaglia di Nemea, nel 394 a.C., il contingente tespiano combatté Pellene fino alla fine, mentre il resto degli alleati spartani furono sconfitti dai Beoti. Dopo Nemea, Tespie divenne alleata di Sparta e servì come punto di sosta per le campagne spartane in Beozia per tutta la durata della guerra di Corinto. La città divenne autonoma e stipulò la pace del Re nel 386 a.C. che pose fine alla guerra di Corinto, mantenendo l'autonomia fino al 373 a.C. Nel 373 a.C. Tespie venne sottomessa dai Tebani, i Tespiesi furono esiliati dalla Beozia e giunsero ad Atene con i Platesi in cerca di aiuto. Ma ancora inviarono un contingente a lottare contro gli Spartani alla battaglia di Leuttra nel 371 a.C. Il boetarca Epaminonda consentì ai Tespiesi di ritirarsi prima della battaglia, insieme ad altri Beoti che avevano nutrito un rancore contro Tebe. Non molto tempo dopo la battaglia Tespie fu rasa al suolo da Tebe e dei suoi abitanti espulsi. Qualche tempo dopo la città venne ricostruita.
Nel 335 a.C., si allearono con Alessandro Magno per distruggere Tebe. la famosa etera Frine era nata a Tespie nel IV secolo a.C., anche se sembra aver vissuto ad Atene. Uno degli aneddoti raccontati su di lei è che aveva offerto di finanziare la ricostruzione delle mura di Tebe, a condizione che la frase distrutte da Alessandro, restaurate da Frine cortigiana fosse stata incisa sulle stesse.
Durante l'ellenismo Tespie chiese l'amicizia della Repubblica romana nella guerra contro Mitridate VI. Successivamente viene menzionata da Strabone come un luogo di una certa dimensione, e Plinio la cita come una città libera all'interno dell'Impero Romano, una ricompensa per il suo sostegno contro Mitridate. Tespie ospitò un importante gruppo di Romani negotiatores fino alla rifondazione di Corinto nel 44 a.C.

## Resti archeologici

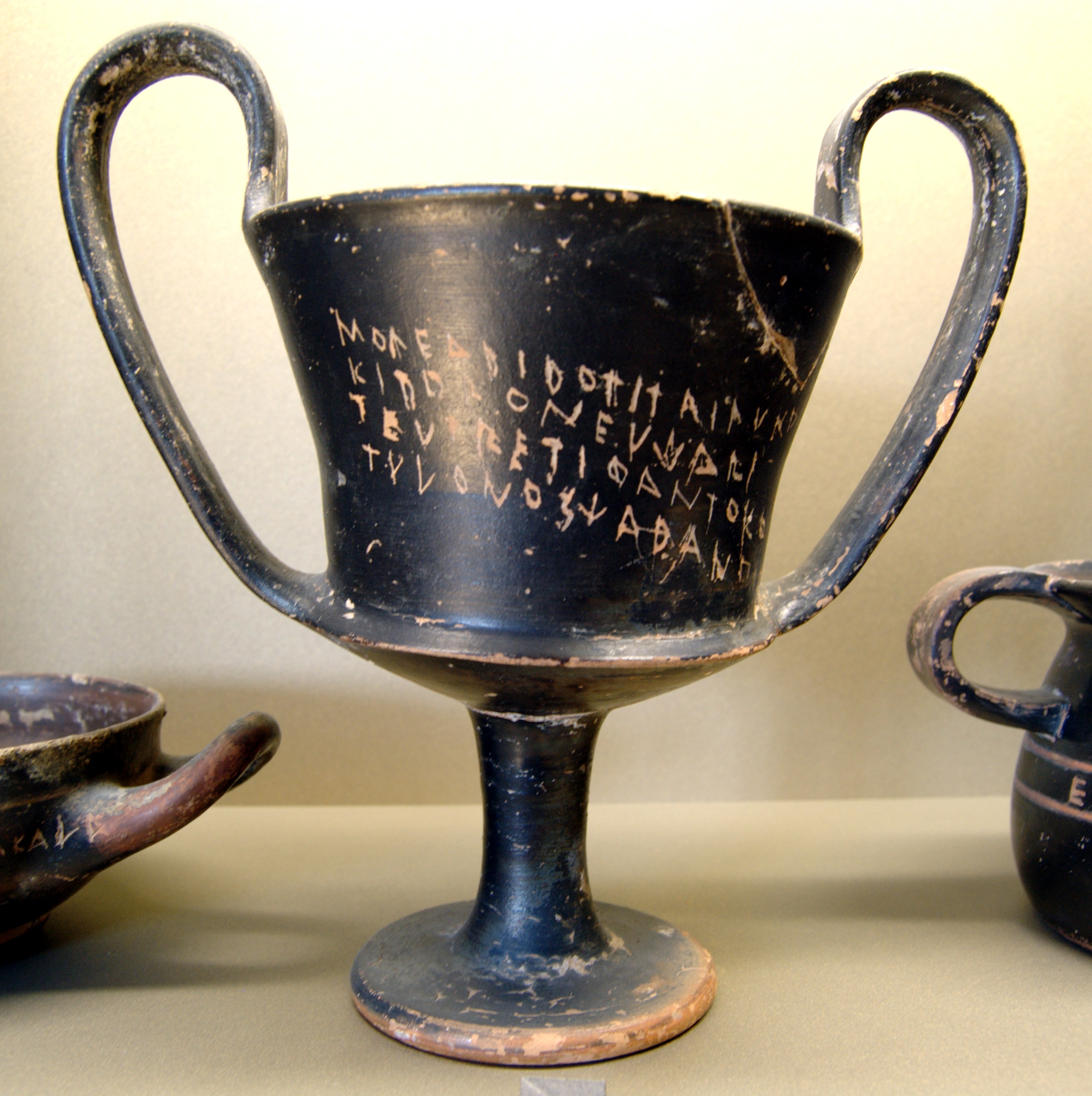
Un kantharos proveniente da Tespie (450–425 a.C.) con iscrizioni in alfabeto beota

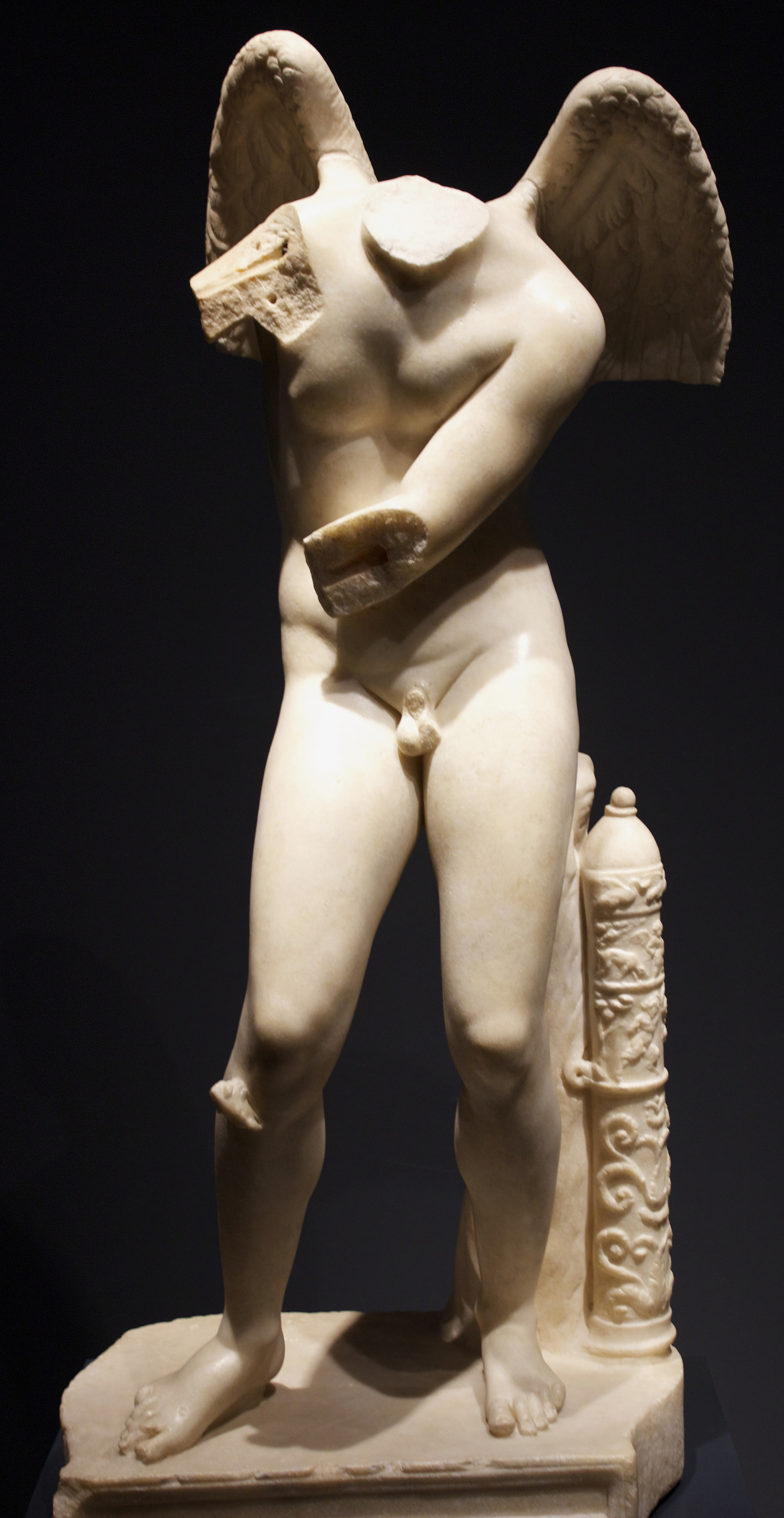
Eros tipo Tespie da Palazzo Massimo. La creazione originale, dedicata nel santuario di Tespie, viene attribuita a Lisippo attorno al 335 a.C.

Resti di quella che probabilmente era l'antica acropoli sono ancora visibili, e consistono ini una linea oblunga o ovale di fortificazione, solidamente e regolarmente costruita. Il terreno adiacente ad est e a sud è coperto con le fondazioni, a testimonianza dell'importanza della città antica. Nel 1882, i resti di una tomba comune (polyandrion), tra cui un colossale leone di pietra, sono stati scoperti sulla strada per Leuttra. La tomba conteneva resti cremati associati ad un rogo e sette inumazioni. La tomba della seconda metà del V secolo a.C., viene di solito identificata come quella dei Tespiesi caduti nella battaglia di Delio del 424 a.C.

## Amore e le Muse

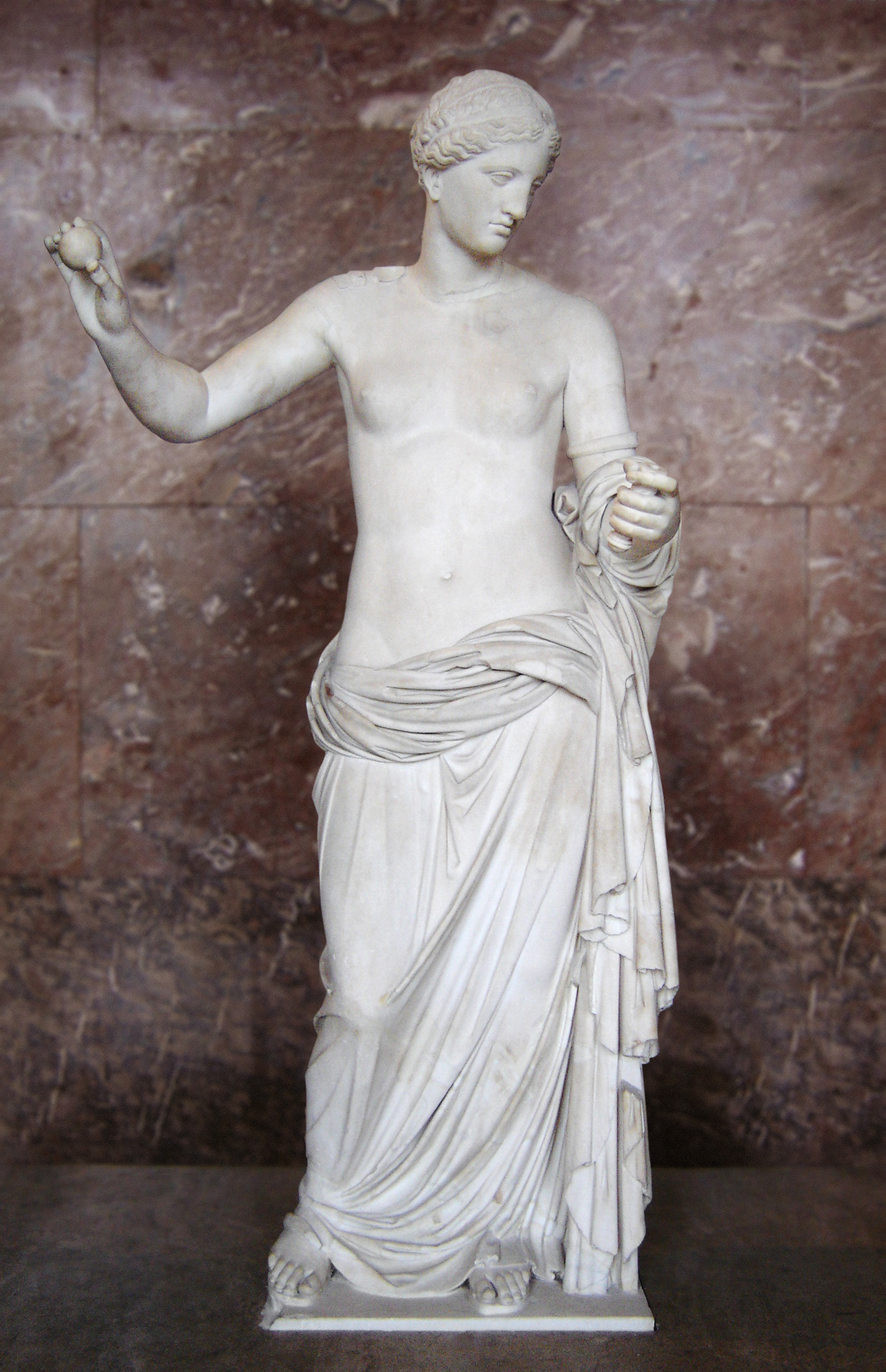
La Venere di Arles, modellata sulle sembianze della Afrodite di Tespie di Prassitele

Secondo Pausania, la divinità maggiormente adorata a Tespie era Eros, la cui immagini primitiva è stata trovata in pietra grezza. La città aveva numerosi oggetti d'arte, e fra questi l’Eros di Prassitele, una delle più famose statue del mondo antico; attirò folle di persone a Tespie. Venne poi portata a Roma da Caligola, restaurata da Claudio, e di nuovo portata via da Nerone. Un'altra opera di Prassitele associata a Tespie era una Afrodite, sulla quale si ritiene sia stata modellata la Venere di Arles. C'era anche una statua di bronzo di Eros di Lisippo..
I Tespiesi adoravano anche le Muse, onorate con uno scrigno nella Valle delle Muse e celebrate in una festa nel bosco sacro sul Monte Elicona.